# Campylomormyrus phantasticus
Campylomormyrus phantasticus är en fiskart som först beskrevs av Pellegrin 1927.  Campylomormyrus phantasticus ingår i släktet Campylomormyrus och familjen Mormyridae. IUCN kategoriserar arten globalt som livskraftig. Inga underarter finns listade.